# Koetshuis van kasteel Groeneveld
Het Koetshuis van kasteel Groeneveld is een rijksmonument op het landgoed van Kasteel Groeneveld in Baarn.
Het koetshuis en de tegenover gelegen identieke oranjerie van kasteel Groeneveld werden gebouwd in 1702. Het koetshuis heeft een symmetrische gevel en een met pannen gedekt, dubbel zadeldak. In de topgevels is een rond kijkgat uitgespaard. In het koetshuis was een paardenstal. Net als in de oranjerie werd ook in het koetshuis personeel ondergebracht. De koetshuiszolder is geheel verbouwd en heeft sinds 2011 de functie van grand café.

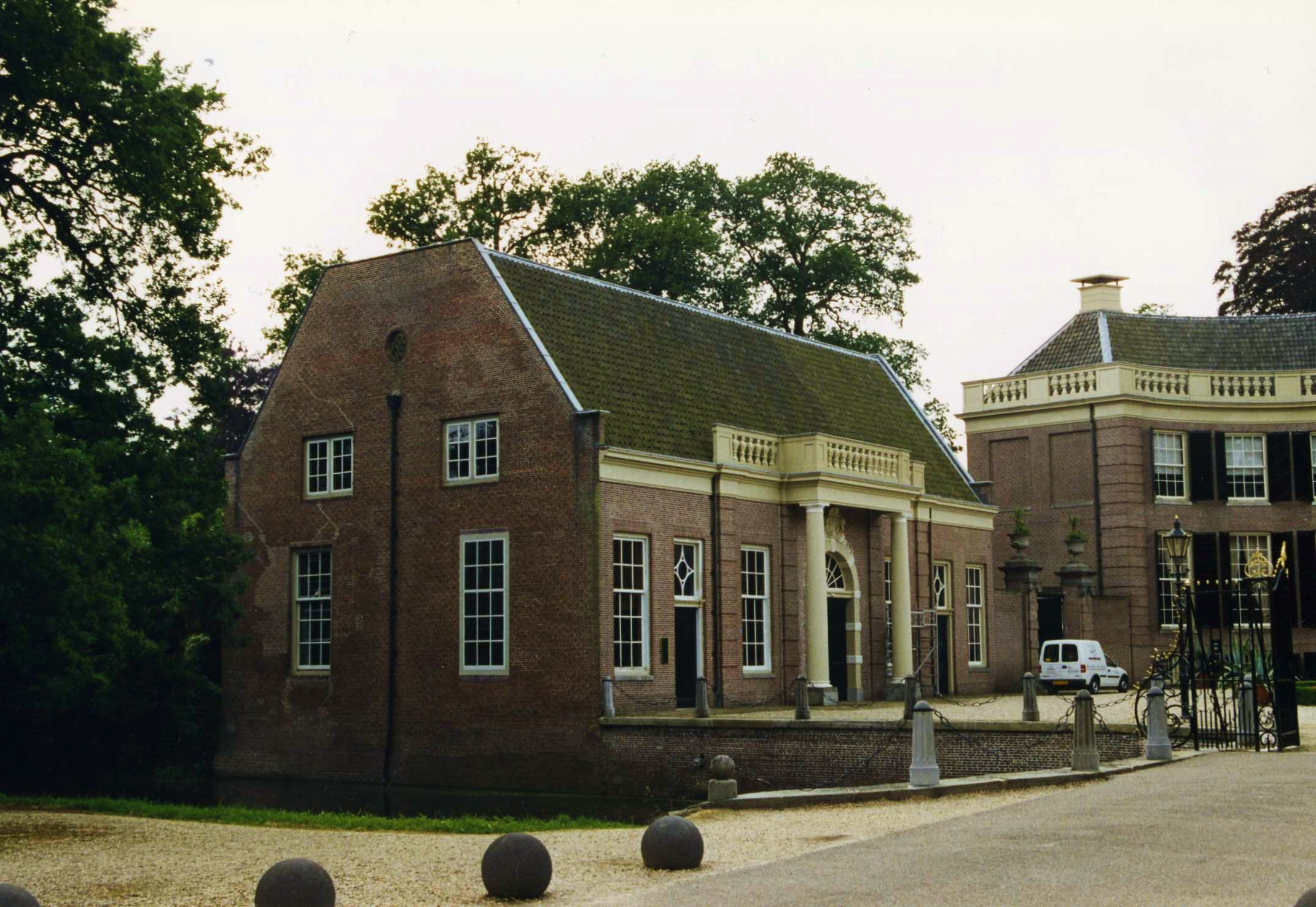
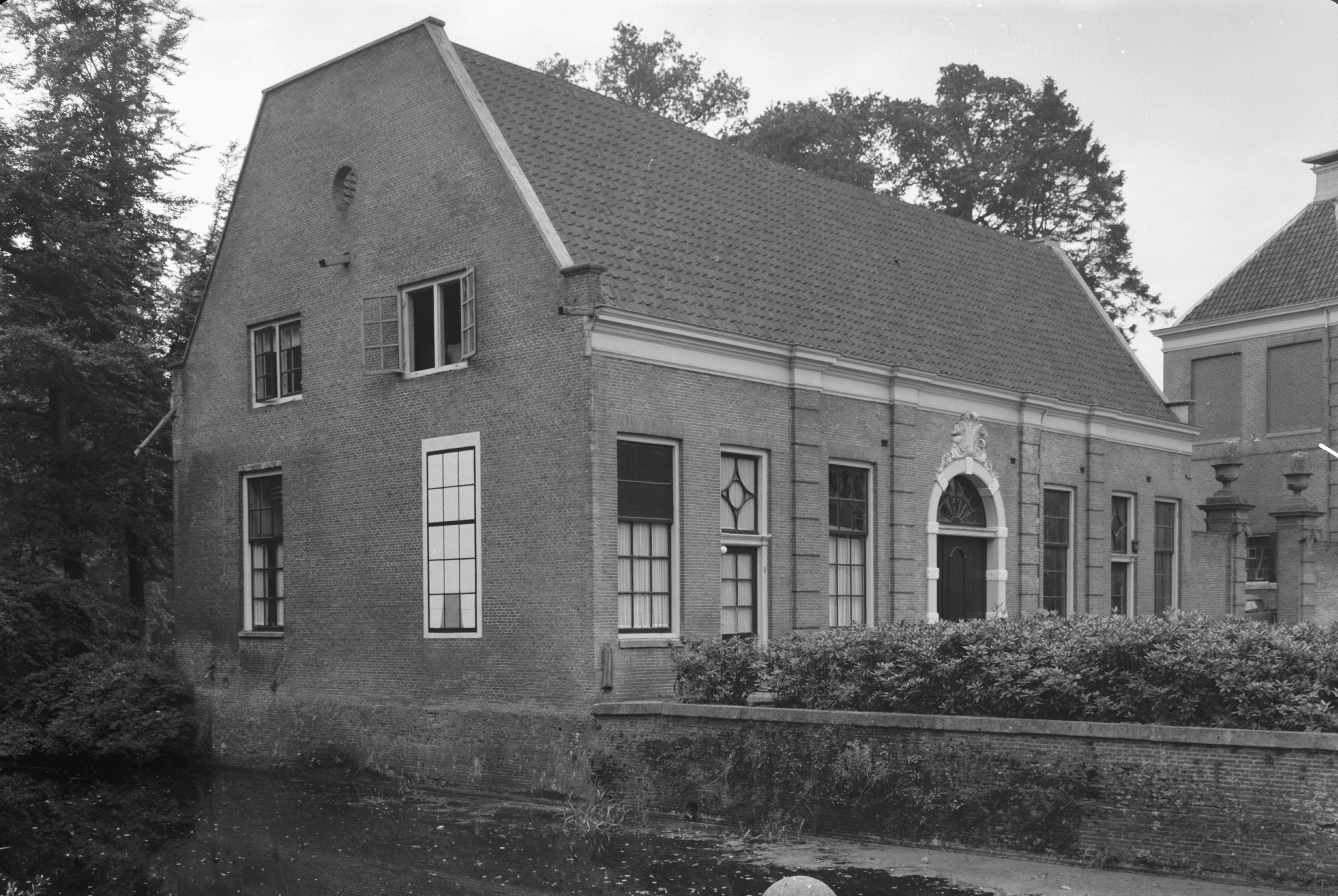